# Michel-Robert Penchaud
Michel-Robert Penchaud est un architecte français, né à Lhommaizé, près de Poitiers le 25 décembre 1772, et mort à Marseille le 16 décembre 1833.

## Jeunesse et études
Il est le fils aîné de Robert-Louis Penchaud, architecte de la province du Poitou avant la Révolution, et le petit-fils d'un compagnon maçon décédé à Paris en 1756. Après lui, son fils ainé Antoine-Xavier-Robert (Marseille, an XIII- Neuilly, 1854) sera également architecte. 
Les troubles révolutionnaires et son enrôlement forcé dans l'armée de l'Ouest l'empêchant de poursuivre ses études d'architecture normalement, ce n'est qu'en 1796 qu'il est admis à Paris dans l'atelier ouvert par Percier et Fontaine.
En même temps, il est recruté comme dessinateur par le Conseil des Bâtiments civils, et participe à plusieurs concours nationaux d'architecture organisés par le ministère de l'Intérieur.

## Architecte de la Ville de Marseille
En 1803, il est nommé à Marseille architecte de la Ville à la demande du préfet Thibaudeau. Son premier grand projet est la serre du jardin botanique. Mais il se trouve au centre des querelles opposant le préfet au nouveau maire de Marseille, Antoine-Ignace d'Anthoine, qui le destitue pour le remplacer, de 1807 à 1812, par un autre architecte, Michaud.
C'est bien Michaud et non Penchaud, qui dessine en 1811 l'obélisque-fontaine de la place Castellane. Le même Michaud dirige suivant les plans de Penchaud, la transformation de l'hôtel Roux de Corse en préfecture.

## Réalisations
Pendant cette période, le ministère de l'Intérieur voit en Penchaud le spécialiste à qui confier des missions d'arbitrage jusqu'en Languedoc, mais aussi l'étude et la restauration des monuments antiques du Midi : le Pont Flavien de Saint-Chamas, les Antiques à Saint-Rémy-de-Provence, la maison Carrée de Nîmes, le temple romain de Vernègues, le théâtre d'Arles. L'architecte envisage alors la rédaction d'un ouvrage descriptif des monuments du Sud de la France qui serait un contrepoint au voyage en Italie, alors jugé obligatoire pour tous les artistes et amateurs d'art. Ces études sont le prélude aux articles qui paraîtront plus tard dans la « Statistique du département des Bouches-du Rhône ».
Le préfet Thibaudeau, voulant s'attacher durablement ses services, le nomme architecte du département en 1808, et Penchaud retrouve en 1812 son poste d'architecte de la Ville à la fin du chantier de transformation de l'hôtel Roux de Corse en Préfecture, au cours duquel Michaud s'est discrédité. Il occupera ces deux fonctions jusqu'à sa mort en 1833. 
La carrière marseillaise de Penchaud est un choix réfléchi de sa part car, s'il est à plusieurs reprises attiré par les honneurs parisiens, il a bien conscience d'être en Provence le seul capable de conduire les grands travaux du premier tiers du XIXe siècle. Peu de monuments d'époque napoléonienne nous sont parvenus, ceux qui restent datent de la Restauration, et sont tous dignes d'intérêt. Ce sont à Marseille :
- L'arc de triomphe (1re pierre en 1825) appelé porte d'Aix[2],
- l'hôpital Caroline sur l'île de Ratonneau,
- le temple protestant de la rue Grignan
- la porte du lycée Thiers

Mais aussi :
- Le temple protestant de Lourmarin[3].
- Le palais de justice[4] et la prison, à Aix-en-Provence,
- La collégiale Saint-Martin, à Saint-Rémy-de-Provence[5],
- le palais de justice à Draguignan,
- l'ancienne prison à Orgon.

Parmi les ouvrages disparus, ce sont à Marseille :
- la serre du jardin botanique,
- la caserne de gendarmerie et la prison des Présentines,
- la porte majeure du Lazaret d'Arenc.

et à Tarascon, l'abattoir.
Il n'a pu voir aboutir deux grands projets : le musée et l'hospice d'Aliénés (la Timone). On doit à son fils ainé, Antoine-Xavier, les premiers dessins du Palais de la Bourse sur la Canebière en 1841. Mais les travaux sont ajournés et le projet, repris en 1846, sera mené à bien par l'élève et le protégé de Penchaud, Pascal Coste. Dans ses mémoires, ce dernier fait souvent allusion à son maître et à sa sollicitude.
Penchaud fait preuve d'un certain éclectisme avant la lettre, car il doit, sous une forme antiquisante hors de laquelle aucun projet public n'est accepté, ménager des aspects pratiques tout aussi contraignants. La fonctionnalité, la rapidité d'exécution, la standardisation de certains éléments, rendent son travail assez proche de celui d'un ingénieur. Dans nombre de ses plans, on sent l'influence de l'enseignement de Jean-Nicolas-Louis Durand à l'École polytechnique.  
La carrière de Penchaud comme architecte de la Ville s'achève brutalement sur ordre du maire Max Consolat, par sa mise à la retraite en mai 1833, et son remplacement le jour-même par Frédéric Chassériau. Penchaud garde comme architecte du département un dernier chantier à Marseille, celui de l'arc de triomphe, mais il n'en verra pas la fin, puisqu'il meurt le 16 décembre 1833, alors que les premières sculptures commencent à peine d'être réalisées.

## Fin de vie
Collectionneur de médailles, antiquaire, architecte pétri de culture classique, mais sans être adepte de l'imitation de l'art antique, Penchaud mène une vie retirée des cercles publics. On a peu d'éléments sur sa vie privée.
Il a deux élèves, Pascal Coste et Vincent Barral.
Il prend le premier tout jeune, comme dessinateur, et l'aidera à entrer à l'École des beaux-arts de Paris. Le second l'assiste comme inspecteur, et occupe après le décès de Penchaud, le poste d'architecte diocésain.
Penchaud est inhumé au cimetière Saint-Pierre de Marseille, où son tombeau, dessiné par l'architecte Félix Duban, a été placé avec les célébrités marseillaises dans la pinède no 6, après son transfert de l'ancien cimetière Saint-Charles dont il avait lui-même dessiné les allées.

## Distinctions
Michel Robert Penchaud est élu le 12 avril 1810 à l'Académie de Marseille. Il est également correspondant de l'Institut.